# 빌리 버크 (여자 배우)
빌리 버크(영어: Billie Burke, 1884년 8월 7일 ~ 1970년 5월 14일)는 미국의 배우이다.

## 출연 작품
- 페페 (1960)
- 버팔로 대대 (1960)
- 영 필라델피안스 (1959)
- 스몰 타운 걸 (1953)
- 파더스 리틀 디버덴드 (1951)
- 신부의 아버지 (1950)
- 바클레이스 오브 브로드웨이 (1949)
- 만찬에 온 사나이 (1942)
- 데이 올 키시드 더 브라이드 (1942)
- 인 디스 아워 라이프 (1942)
- 아이린 (1940)
- 훌라벌루 (1940)
- 제노비아 (1939)
- 오즈의 마법사 (1939)
- 메레리 위 리브 (1938)
- 네이비 블루 앤 골드 (1937)
- 토퍼 (1937)
- 다우팅 토머스 (1935)
- 벡키 샤프 (1935)
- 어느 날 밤의 살인사건 (1935)
- 온리 예스터데이 (1933)
- 8시 석찬 (1933)
- 이혼 증서 (1932)
- 글로러파잉 더 아메리칸 걸 (1929)